# Coupe des nations de saut d'obstacles 2020
Navigation
Édition précédente Édition suivante
La Coupe des nations de saut d'obstacles 2020 est la 18e édition du circuit coupe des nations organisé par la FEI. Dans un premier temps, en raison de la pandémie de Covid-19 de nombreuses étapes sont annulées et le système de qualification pour la finale a dû être modifié.
En août, la fédération internationale annonce également l'annulation de la finale qui devait se tenir début octobre 2020 à Barcelonne.

## Calendrier et résultats

### Europe, Division 1
| Date                       | Ville      | Pays        | Type    | Équipe vainqueur |
| -------------------------- | ---------- | ----------- | ------- | ---------------- |
| 14 au 17 mai 2020          | La Baule   | France      | CSIO-5* | Annulé           |
| 21 au 24 mai juin 2020     | Saint-Gall | Suisse      | CSIO-5* | Annulé           |
| 11 au 14 juin 2020         | Sopot      | Pologne     | CSIO-5* | Annulé           |
| 18 au 21 juin 2020         | Rotterdam  | Pays-Bas    | CSIO-5* | Annulé           |
| 11 au 14 juillet 2020      | Falsterbo  | Suède       | CSIO-5* | Annulé           |
| 15 au 19 juillet août 2020 | Dublin     | Irlande     | CSIO-5* | Annulé           |
| 23 au 26 juillet 2020      | Hickstead  | Royaume-Uni | CSIO-5* | Annulé           |

### Amérique du Nord, Amérique centrale et Caraïbes
| Date                   | Ville      | Pays       | Type    | Équipe vainqueur |
| ---------------------- | ---------- | ---------- | ------- | ---------------- |
| 11 au 16 février 2020  | Wellington | États-Unis | CSIO-5* | États-Unis       |
| 30 avril au 3 mai 2020 | Coapexpan  | Mexique    | CSIO-5* | Annulé           |
| 26 mai au 31 mai 2020  | Langley    | Canada     | CSIO-5* | Annulé           |

### Moyen-Orient
| Date                  | Ville     | Pays                | Type    | Équipe vainqueur    |
| --------------------- | --------- | ------------------- | ------- | ------------------- |
| 26 au 29 février 2020 | Abou Dabi | Émirats arabes unis | CSIO-5* | Émirats arabes unis |

### Finale

#### Équipes qualifiées
Le 17 avril 2020, en raison de l'épidémie, la fédération équestre internationale annonce un remaniement du système de qualification pour la finale. Vingt-deux équipes sont qualifiées contre dix-neuf habituellement dont :
- Les trois équipes nord-américaines (Canada, États-Unis et Mexique)
- les dix équipes européennes de la division 1 (Allemagne, Belgique, France, Royaume-Uni, Irlande, Italie, Norvège, Pays-Bas, Suède et Suisse)
- les Émirats Arabes Unis et la Syrie qualifiés de l’épreuve de la région Moyen-Orient à Abou Dabi qui avait pu se tenir en février 2020.
- l’Espagne (en tant que nation hôte de la finale)

Les places non attribuées au moment de l'annonce sont réservés aux zones restantes. Ainsi, les points des quatre meilleurs cavaliers de chaque pays aux classements mondiaux de la Fédération équestre internationale seront pris en compte  un mois avant la finale :
- deux places pour la zone Amérique du Sud
- deux places pour la zone Asie/Australie,
- une place pour l’Afrique
- une place l’Eurasie

#### Résultat
| Date                  | Ville     | Pays    | Type    | Équipe vainqueur |
| --------------------- | --------- | ------- | ------- | ---------------- |
| 1er au 4 octobre 2020 | Barcelone | Espagne | CSIO-5* | Annulé           |